# 大穴 (船橋市)
大穴（おおあな）は、千葉県船橋市の地名。現在は「大穴」という地名は存在せず、公称地名は「大穴南1〜5丁目」「大穴北1〜8丁目」及び「大穴町」である。以上の3地域の総人口は14,546人（2009年2月1日、船橋市調べ）である。

## 地理

### 地価
住宅地の地価は、2014年（平成26年）1月1日の公示地価によれば、大穴南1-12-24の地点で8万5200円/m2となっている。

## 地名の由来
地名の詳しい由来は分かっていないが、
- 金を探して掘った大穴（金堀と同じ）
- 砂鉄を探して掘った大穴
- 水の湧き出る大穴
- 崖にある大きな横穴

という説がある。この中で2番目と3番目が可能性があるといわれている。しかし2番目は砂鉄のありかが分からないために決定的な信憑性に欠ける。対して3番目は古和釜に「小穴」というのがあり、当時の地形からする小穴起源が想起されるため、これが最も有力な説だと考えられている。

## 歴史
大穴地区内には城址跡などの遺構は見つかってないが、古墳跡なども見つかっており、船橋の中でも古くから続く集落の一つである。中世には周辺の楠ヶ山・金堀・古和釜・坪井等の地区と一緒に神保郷と呼ばれ、伊勢神宮の神領「萱田神保御厨」の一部となっていた。江戸時代になると徳川幕府領や松平氏の領地とされた。
明治時代になると1889年（明治22年）の町村制施行時には、千葉郡豊富村の大字（おおあざ）であった。
第ニ次世界大戦時には、訓練中であった日本軍の飛行機が地区内に墜落する事故が起きた（墜落現場には「嗚呼海軍七勇殉難之趾」の石碑が建てられてる）。
1954年に豊富村が船橋市に吸収合併されると大穴地区も船橋市の一部に編入された。1955年には大字大穴から大穴町に改称され、1985年の住居表示実施により、地区の大部分は「大穴南1〜5丁目」「大穴北1〜8丁目」と改称されたが、一部、住居表示未実施地区が大穴町として残存している。

## 地誌
大穴町、大穴南あたりは、かつては「海老ガ作」と呼ばれた。1950年代の国土地理院発行の地図にもそう表記されている。
また、現在の大穴北には三咲川沿いに「大穴」という細長い集落があった。川沿いには田が多かったが、ほとんど針葉樹で覆われていた。
現在は住宅が多いが、田や果樹園（特に梨）や畑も多く存在する。
大穴北は、江戸時代後期に女流俳人として活躍した斎藤その女の郷里。

## 主な出来事
- 1978年（昭和53年）1月7日 - 大穴郵便局に強盗が押し入る。1,135,000円を奪って逃走[7]。

## 大穴北
現行行政地名は大穴北一丁目から大穴北八丁目。東部には水田が、西部には住宅が広がっている。最寄駅は京成電鉄松戸線三咲駅。郵便番号は274-0068。

### 世帯数と人口
2017年（平成29年）11月1日現在の世帯数と人口は以下の通りである。
| 丁目         | 世帯数    | 人口    |
| ------------ | --------- | ------- |
| 大穴北一丁目 | 618世帯   | 1,371人 |
| 大穴北二丁目 | 685世帯   | 1,554人 |
| 大穴北三丁目 | 782世帯   | 1,855人 |
| 大穴北四丁目 | 625世帯   | 1,440人 |
| 大穴北五丁目 | 56世帯    | 136人   |
| 大穴北六丁目 | 39世帯    | 78人    |
| 大穴北七丁目 | 11世帯    | 27人    |
| 大穴北八丁目 | 500世帯   | 1,132人 |
| 計           | 3,316世帯 | 7,593人 |

### 小・中学校の学区
市立小・中学校に通う場合、学区は以下の通りとなる。
| 丁目         | 番地 | 小学校               | 中学校             |
| ------------ | --- | -------------------- | ------------------ |
| 大穴北一丁目 | 全域 | 船橋市立大穴北小学校 | 船橋市立大穴中学校 |
| 大穴北二丁目 | 全域 | 船橋市立大穴北小学校 | 船橋市立大穴中学校 |
| 大穴北三丁目 | 全域 | 船橋市立大穴北小学校 | 船橋市立大穴中学校 |
| 大穴北四丁目 | 2～5番 6番1～14号 6番23～30号 7番1～15号 7番25～35号 12番12～26号 13番1～30号 14～28番 29番15号 29番24～32号 29番34・35号 | 船橋市立大穴北小学校 | 船橋市立大穴中学校 |
| 大穴北四丁目 | 1番 6番15～19号 6番31～47号 7番16～24号 8～11番 12番1～11号 13番31～33号 29番1～14号 29番16～23号 30～33番                | 船橋市立豊富小学校   | 船橋市立豊富中学校 |
| 大穴北五丁目 | 9番 26番 29～30番 | 船橋市立豊富小学校   | 船橋市立豊富中学校 |
| 大穴北五丁目 | 1～8番 10～25番 27～28番                                                                                                  | 船橋市立大穴北小学校 | 船橋市立大穴中学校 |
| 大穴北六丁目 | 全域 | 船橋市立大穴北小学校 | 船橋市立大穴中学校 |
| 大穴北七丁目 | 全域 | 船橋市立大穴北小学校 | 船橋市立大穴中学校 |
| 大穴北八丁目 | 全域 | 船橋市立大穴北小学校 | 船橋市立大穴中学校 |

### 施設
1丁目
- 船橋市立大穴北小学校
- 高根台住宅

2丁目
- 大穴県営住宅

7丁目
- 北船橋給水場

## 大穴南
現行行政地名は大穴南一丁目から大穴南五丁目。住宅の割合が高いが、空き地も目立っている。最寄駅は京成電鉄松戸線三咲駅・滝不動駅・高根公団駅。郵便番号は274-0067。

### 世帯数と人口
2017年（平成29年）11月1日現在の世帯数と人口は以下の通りである。
| 丁目         | 世帯数    | 人口    |
| ------------ | --------- | ------- |
| 大穴南一丁目 | 868世帯   | 1,884人 |
| 大穴南二丁目 | 871世帯   | 1,921人 |
| 大穴南三丁目 | 231世帯   | 651人   |
| 大穴南四丁目 | 435世帯   | 981人   |
| 大穴南五丁目 | 441世帯   | 953人   |
| 計           | 2,846世帯 | 6,390人 |

### 小・中学校の学区
市立小・中学校に通う場合、学区は以下の通りとなる。
| 丁目         | 番地 | 小学校             | 中学校             |
| ------------ | ---- | ------------------ | ------------------ |
| 大穴南一丁目 | 全域 | 船橋市立大穴小学校 | 船橋市立大穴中学校 |
| 大穴南二丁目 | 全域 | 船橋市立大穴小学校 | 船橋市立大穴中学校 |
| 大穴南三丁目 | 全域 | 船橋市立大穴小学校 | 船橋市立大穴中学校 |
| 大穴南四丁目 | 全域 | 船橋市立大穴小学校 | 船橋市立大穴中学校 |
| 大穴南五丁目 | 全域 | 船橋市立大穴小学校 | 船橋市立大穴中学校 |

### 施設
1丁目
- 船橋大穴郵便局

2丁目
- 船橋市立大穴小学校

3丁目
- 船橋市立大穴中学校
- すずみ幼稚園

## 大穴町
1985年の住居表示実施時、大穴南1〜5丁目及び大穴北1〜8丁目に編入されなかった地域。空き地が目立つ。最寄駅は京成電鉄松戸線滝不動駅・高根公団駅。郵便番号は274-0066。

### 世帯数と人口
2017年（平成29年）11月1日現在の世帯数と人口は以下の通りである。
| 町丁   | 世帯数 | 人口 |
| ------ | ------ | ---- |
| 大穴町 | 39世帯 | 92人 |

### 小・中学校の学区
市立小・中学校に通う場合、学区は以下の通りとなる。
| 番地 | 小学校             | 中学校             |
| ---- | ------------------ | ------------------ |
| 全域 | 船橋市立大穴小学校 | 船橋市立大穴中学校 |

### 施設
- 大穴多目的運動広場（施設の老朽化により閉鎖された船橋市民プール跡地に作られた）

## 河川
- 木戸川
- 三咲川
- 大穴川